# Hyde Park (album Foo Fighters)
Hyde Park – trzecie DVD amerykańskiego zespołu rockowego Foo Fighters, wydane 24 czerwca 2008. DVD jest nagraniem koncertu, który odbył się w czerwcu 2006 w Hyde Parku w Londynie. Wydawnictwo uzyskało status potrójnej platynowej płyty w Australii.

## Lista utworów
Sporządzono na podstawie materiału źródłowego.
1. „In Your Honor” - 4:21
2. „All My Life” - 5:05
3. „Best of You” - 6:17
4. „Times Like These” - 4:29
5. „Learn to Fly” - 4:15
6. „Breakout” - 7:31
7. „Shake Your Blood” - 3:29
8. „Stacked Actors” - 8:41
9. „My Hero” - 5:58
10. „Generator” - 3:42
11. „DOA” - 4:59
12. „Monkey Wrench” - 5:41
13. „Tie Your Mother Down” - 7:06
14. „Everlong” - 7:29